# Joseph Smith House
La Joseph Smith House è un'abitazione storica di North Providence su Rhode Island, iscritta dal 1978 nel National Register of Historic Places degli Stati Uniti.
Realizzata in legno, è quello che nell'architettura coloniale americana si definisce una saltbox. La parte più antica della casa, costruita attorno al 1705, è realizzata con pietra locale e presenta un grande camino un tempo sporgente sul lato dell'abitazione ed oggi completamente racchiuso nella struttura. La casa venne probabilmente eretta dopo l'incendio di una precedente struttura che con tutta probabilità era databile al periodo precedente alla Guerra di Re Filippo (1675-6). L'attuale abitazione venne costruita nel 1705 da Joseph Smith, nipote di John Smith, uno dei primi coloni di Rhode Island. Il complesso venne ampliato notevolmente nel 1762 da Daniel Jenckes, un giudice locale proveniente da una facoltosa famiglia di Rhode Island e rimase alla sua famiglia per diverse generazioni.